# Heteroxenia lighti
Heteroxenia lighti is een zachte koraalsoort uit de familie Xeniidae. De koraalsoort komt uit het geslacht Heteroxenia. Heteroxenia lighti werd in 1933 voor het eerst wetenschappelijk beschreven door Roxas. 